# 괴인 개발부의 쿠로이츠 씨
《괴인 개발부의 쿠로이츠 씨》(일본어: 怪人開発部の黒井津さん)는 미즈사키 히로아키가 그린 일본의 만화다. 《코믹 메테오》에서 2019년 4월 17일부터 2025년 3월 12일까지 연재되었다. 낱권책은 전 10권으로 나왔다. 니메이션은 Quad에서 만들어 아사히 방송, TV 아사히 등 아사히 계열에서 2022년 1월 9일부터 4월 3일까지 방영되었다.

## 방영 목록
소제목이 아주 긴 문장으로 되어 있다.
| 회차         | 제목 | 방송 일자       |
| ------------ | --- | --------------- |
| 1화          | 세계 정복을 모의하는 악의 비밀 결사에서 사람들을 공포에 빠뜨릴 괴인이 탄생하는 그 순간 그녀는 조용히 눈물지었다                                       | 2022년 1월 9일  |
| 2화          | 어둠의 욕조에서 서로를 탐하는 악귀의 울부짖음을 들으며 잠드는 전설의 이름을 지닌 지옥의 사자들은 공포를 거느리고 이 땅에 눈뜬다                       | 2022년 1월 17일 |
| 3화          | 수없이 죽음을 반복하고 소생하는 마물이 그 족쇄를 끊고자 저항하는 운명에 얽매인 영혼에 홀리는 그때                                                     | 2022년 1월 30일 |
| 4화          | 사람들을 현혹하는 업에 빠진 환상의 연회에 도취된 악귀는 처녀의 눈물과 분노에 의해 스스로의 혼을 깨부순다                                              | 2022년 2월 6일  |
| 5화          | 심연에 거처하는 마물과의 계약은 제 몸의 파멸을 대가로 삼지만 일말의 미소에 구원받는 솔로몬 왕의 반지처럼                                              | 2022년 2월 13일 |
| 6화          | 보이지 않는 힘에 고통받은 순박한 영혼은 끓어오르는 분노와 애타는 마음으로 인해 열매를 맺고 악한 마물이 되어 현현한다                                  | 2022년 2월 20일 |
| 7화          | 달콤한 포옹에 풍기는 감미로운 독에 혹해서 신의 화신과 함께 죄의 맛에 취하는 마물의 향연에 바쳐진 열망의 행방                                          | 2022년 2월 27일 |
| 8화          | 망자가 도사리는 본거지에 사는 악한 마물들은 그 사악함으로 말미암아 동지를 두려워하여 서로 적과 적으로 대면한다                                        | 2022년 3월 5일  |
| 9화          | 심연에 모이는 고대의 망자들의 녹슬어 사그라진 영광의 그림자는 시간 저편의 긍지에 의해 어둠 속에서 희미하게 불붙는다                                   | 2022년 3월 13일 |
| 10화         | 영혼을 유혹하는 마성의 혹자가 자신의 존재에 미혹되어 탐닉할 때 혼돈을 초래한 그 존재의 개념이야말로 악마라 불린다                                     | 2022년 3월 20일 |
| 11화         | 제물은 악신이 모이는 술잔치에 제 발로 들어가 그 희생양이 되고 비로소 제물임을 자각하거나 혹은 악신을 잡아먹고 스스로 악신이 된다                      | 2022년 3월 27일 |
| 마지막화(12) | 악마를 잡아먹는 악마는 하늘의 사도가 될 것인가, 아니면 추악한 동족상잔에 불과한 만행인가, 다만 지옥으로부터 구원받은 제물은 검은 날개를 신으로 받든다 | 2022년 4월 3일  |